# Alistair Cameron Crombie
Pour les articles homonymes, voir Crombie.
Alistair Cameron Crombie est un scientifique australien, zoologue reconnu pour ses études darwiniennes de rivalités et compétitions interspécifiques, qui entame après la seconde guerre mondiale une carrière de chercheur en sciences humaines, comme historien des sciences en Angleterre. Décédé le 9 février 1996, l'historien était né à Brisbane le 4 novembre 1915. 

## Biographie
Le jeune Crombie fréquente la Anglican Church Grammar School puis la Geelong Grammar School avant d'étudier aux universités de Melbourne et de Cambridge. Au début des années 1950, il enseigne à l'University College, London.
En 1953, une position de premier lecteur à la chaire d'histoire des sciences lui est attribuée à l'université d'Oxford. Durant son passage à la faculté d'histoire d'Oxford, la discipline histoire des sciences y est reconnue comme une composante obligatoire du cursus estudiantin (gratuate level), ce qui accrut son rayonnement.
Pendant sa carrière d'historien, Crombie identifie une filiation thématique qu'il nomme  "styles" dans l'essor de l'approche européenne des sciences et des manières de penser son histoire. Il publie ses idées en 1994 dans une œuvre originale en trois volumes, intitulée, Styles of Scientific thinking in the European Tradition : The History of Argument and Explanation especially in the Mathematical and Biomedical Sciences and Arts.
A.C. Crombie fut, parmi d'autres, le maître de : 
- Robert Fox (Professeur d'histoire des sciences, Oxford University),
- David M Knight (Professor of the History and Philosophy of Science, Durham University);
- l'Allemand E Berrios (Professor of the Epistemology of Psychiatry, University of Cambridge)
- Trevor Levere (Professor of the History of Science, University of Toronto).